# 岬めぐり
『岬めぐり』（みさきめぐり）は、1974年6月1日にリリースされた山本コウタローとウィークエンドのデビューシングル。

## 制作・音楽性
表題曲である「岬めぐり」と、カップリング曲の「あの日の僕でなく」共に作詞は山上路夫が担当し、作曲は表題曲は山本厚太郎、カップリング曲は南高節が作曲を手がけた。
ドラムは上原裕、ベースは寺尾次郎のシュガー・ベイブのリズム隊で、山下達郎がドラム運びとしてレコーディングに立ち会っていた。

### 岬めぐり
作詞を担当した山上によれば、日本各地の岬を歩き回って出来た総合的なイメージを基に書いたということであるが、神奈川県三浦市では三浦半島が舞台といわれており、山上も「三浦の人たちに愛され、この歌は幸せですね」と述べている。
2008年12月10日から2017年1月12日までは、三浦市内にある京急久里浜線三崎口駅において接近メロディとして使用されていた。その後、2017年2月10日より、同線三浦海岸駅において三崎口駅とは別のアレンジのものが再び接近メロディとして使用されている。編曲はいずれも塩塚博が手掛けた。
曲中では、ある男が彼女と一緒に訪れる予定だった岬めぐりのバスツアーに訳あって一人で行って傷ついた心を癒そうとしている姿が描かれている。

### あの日の僕でなく
歌詞は山上路夫が担当し、別れた彼女との甘い思い出と今は一人であることが、岬めぐりより具体的に描写されている。作曲は南こうせつで、より明るい展開となっている。

## チャート成績
オリコンシングルチャートで最高5位を記録し、山本コウタローとウィークエンドで最高の売り上げとなる約40万枚を売り上げた。

## 収録曲
| 全作詞: 山上路夫、全編曲: 瀬尾一三。 |                      |           |            |      |
| #                                    | タイトル             | 作詞      | 作曲       | 時間 |
| 1.                                   | 「岬めぐり」         | 山上路夫  | 山本厚太郎 | 4:12 |
| 2.                                   | 「あの日の僕でなく」 | 山上路夫  | 南高節     | 2:59 |
| 合計時間:                            | 合計時間:            | 合計時間: | 7:11       |      |

## 収録CD
『エッセンシャル・ベスト 山本コウタローとウィークエンド  Limited Edition』(ASIN B000Y3JGGC、EAN 4582192937129)、『フォーク・ビレッジ～フォーク&ニューミュージック大全集Vol.2』(ASIN B00005HUXS、EAN：EAN 4988009502090)などのCDに収録されている。

## カバー
- Mi-Ke - アルバム『忘れじのフォーク 白い2白いサンゴ礁』（1992年4月8日発売、BVCR-2313）収録
- 荻野目洋子 - アルバム『Songs & Voice』（2009年11月25日発売、VICL-63508）収録
- 見月そはら（美名） - サウンドトラック『そらのおとしもの エンディングテーマ・コレクション』（2009年12月29日、COCX-35988）収録[7]。アニメ『そらのおとしもの』エンディングテーマ。
- 松原健之 - シングル「夢を抱いて走れ」（2022年6月29日発売、TECA-22030）収録
- 高田みづえ
- ビリケン - ラップが加えられている。